# Salvatore Quasimodo

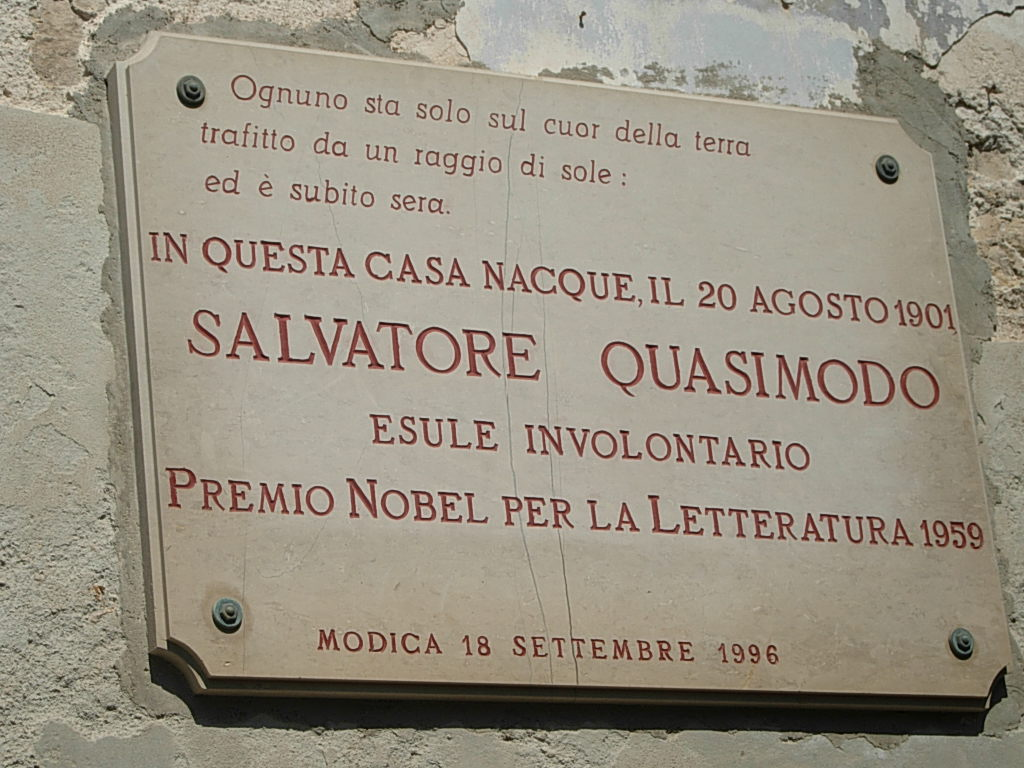
Placa na casa natal de Quasimodo.

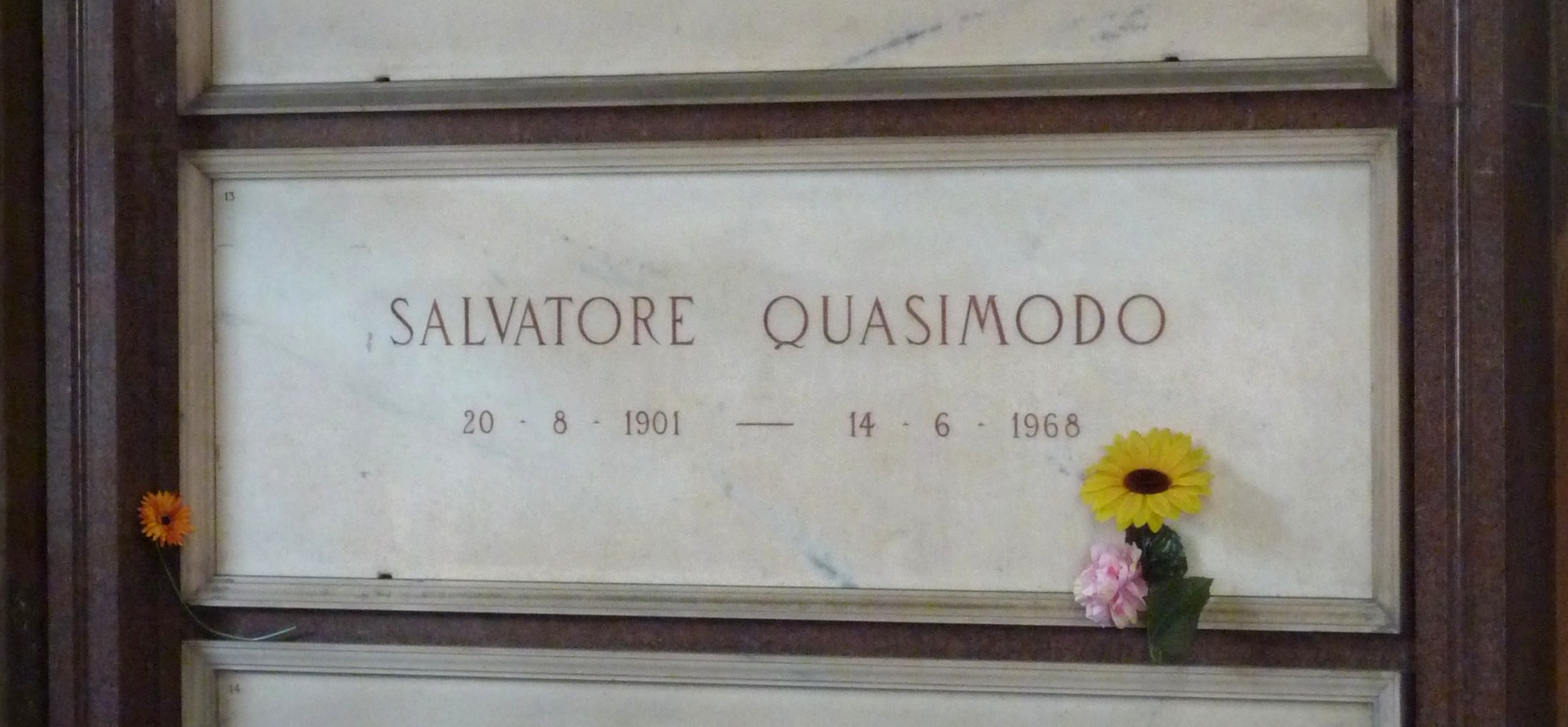
Sepultura de Salvatore Quasimodo

Salvatore Quasimodo (Módica, 20 de agosto de 1901 — Amalfi, 14 de junho de 1968) foi um poeta italiano, figura destacada do hermetismo. Recebeu o Nobel de Literatura de 1959.

## Biografia
Nascido na província de Ragusa, sua família transferiu-se, em 1908, para Messina no dia seguinte ao grande terremoto de 1908, cuja destruição causou-lhe uma permanente impressão. Foi em Messina que concluiu os estudos secundários e, já na década de 1920, foi para Roma iniciar o estudo do grego e do latim, dedicando-se aos clássicos que mais tarde seriam sua maior inspiração.
Em 1926, por motivos de trabalho, estabelece-se em Reggio Calabria, onde retoma a atividade poética. Em 1929, vai a Florença com sua irmã, casada com Elio Vittorini. Graças a estas relações, entra em contacto com Eugenio Montale e com o ambiente da revista literária Solaria. A partir de 1931, foi por dez anos funcionário do departamento de obras de vários municípios italianos.
Chega a Milão em 1934, onde entra num rico ambiente cultural, estabelecendo relações de amizade com pintores e escritores. Dois anos depois, deixa sua profissão para se dedicar integralmente à literatura e à poesia.
Foi também tradutor de obras clássicas e contemporâneas, vertendo ao italiano de Shakespeare a Neruda.
Sua sepultura está localizada no Cemitério Monumental de Milão.

## Obras

### Coletâneas de poesia
- Acque e terre, Firenze, sulla rivista Solaria, 1930.
- Oboe sommerso, Genova, sulla rivista Circoli, 1932.
- Odore di eucalyptus ed altri versi, Firenze, Antico Fattore, 1933.
- Erato e Apòllìon, Milano, Scheiwiller, 1936.
- Nuove Poesie, Milano, Primi Piani, 1938.
- Ed è subito sera, Milano-Verona, A. Mondadori, 1942.
- Giorno dopo giorno, Milano, A. Mondadori, 1947.
- La vita non è sogno, Milano, A. Mondadori, 1949.
- Il falso e vero verde, Milano, Schwarz, 1956.
- La terra impareggiabile, Milano, A. Mondadori, 1958.
- Dare e avere. 1959-1965, Milano, A. Mondadori, 1966.

### Traduções
- Lirici greci  traduzione (1940).
- Il Vangelo secondo Giovanni, tradotto dal greco da, Milano, Gentile, (1945).
- Dall'Odissea (1946).
- Edipo re (1947).
- Ecuba e Eracle di Euripide.
- Canti di Catullo (1955).
- Il fiore delle "Georgiche", Milano, Edizioni della Conchiglia, (1942); Milano, Gentile, (1944); Milano, A. Mondadori, (1957).
- Fiore dell'Antologia Palatina (1958).
- Antonio e Cleopatra di W. Shakespeare.

### Antologias
- Lirica d'amore italiana, dalle origini ai nostri giorni (1957).
- Poesia italiana del dopoguerra (1958).

### Outras
- Petrarca e il sentimento della solitudine, Milano, Garotto, (1945).
- Scritti sul teatro (1961).
- L'amore di Galatea libretto per musica (1964)
- Il poeta e il politico e altri saggi, Milano, Schwarz, (1967).
- Leonida di Taranto, Milano, Guido Le Noci ed., 1968; Manduria, Lacaita, (1969).
- Lettere d'amore di Quasimodo (post., 1969)
- Poesie e discorsi sulla poesia (post., 1971).
- Marzabotto parla. Con scritti di Salvatore Quasimodo, Giuseppe Dozza (post.,1976)
- A colpo omicida e altri scritti (post., 1977).